# Triplophysa tenuicauda
Triplophysa tenuicauda är en fiskart som först beskrevs av Steindachner, 1866.  Triplophysa tenuicauda ingår i släktet Triplophysa och familjen grönlingsfiskar. Inga underarter finns listade i Catalogue of Life.